# Informations- und Kommunikationstechnik

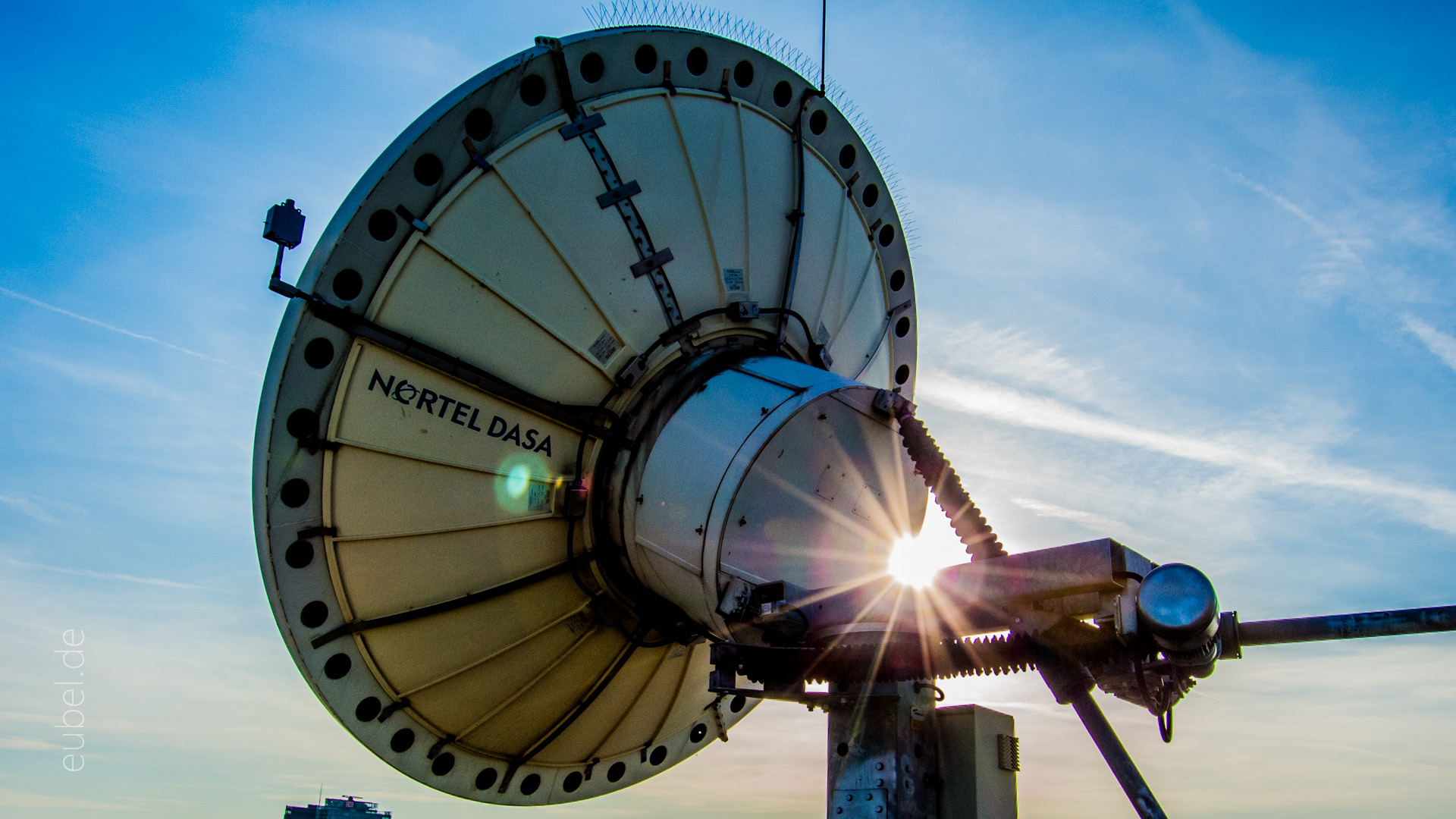
Satellitenempfänger in Berlin

Informations- und Kommunikationstechnik (IKT; auch Informations- und Kommunikationstechnologie, IuK-Technologie, IuK-Technik; häufig englisch information and communications technology (ICT)) ist der Oberbegriff für Technologien, Verfahren und Dienstleistungen zur Erfassung, Verarbeitung, Speicherung und Übertragung von Informationen. IKT bildet das Rückgrat der modernen digitalen Gesellschaft und Treiber von Innovationen in Wirtschaft, Verwaltung und privaten Lebensbereichen. Durch die Vernetzung von Geräten und Diensten ermöglicht sie neue Geschäftsmodelle (z. B. Cloud-Services, Plattformökonomien) sowie Anwendungen in Bereichen wie »Smart Home«, »Smart City«, Industrie 4.0 und E-Health.
Branchenüblich ist bei Dienstleistern, Handel und Herstellern die Abkürzung ITK, entstanden aus der Verschmelzung der Begriffe Informationstechnik (IT) und Telekommunikation (TK). Durch Virtualisierung und Cloud-Computing hat sich die Trennung zwischen Infrastruktur- und Plattformdiensten weiter aufgelöst. Im weiteren Sinne umfasst IKT alle Anwendungen und Dienste, darunter Radio, Fernsehen, Mobiltelefone und Smartphones, Hardware und Software für Computer und Rechnernetze, Satellitensysteme sowie die damit verbundenen Dienstleistungen und Infrastrukturen. Zunehmend gewinnen dabei Themen wie Cybersecurity, Datenschutz und Standards im Rahmen nationaler und internationaler Regulierungen an Bedeutung.

## Technische Kapazität

### Kategorien
Informations- und Kommunikationstechnik deckt drei Arten von Anwendungen ab:
1. Kommunikation: die Übermittlung von Informationen durch den Raum (von Ort A nach Ort B), etwa über Funk-, Mobilfunk- oder Glasfasernetze,
2. Speicherung: die Übermittlung (bzw. Vorhaltung) von Informationen durch die Zeit (von Moment 1 nach Moment 2), zum Beispiel in Rechenzentren, Speichersystemen oder auf Endgeräten,
3. Verarbeitung: die geregelte Umformung von Informationen in Raum und Zeit durch einen Algorithmus (»Computer-Berechnungen«), beispielsweise in Big-Data-Analysen, künstlicher Intelligenz oder in eingebetteten Systemen.

Neben diesen Grundfunktionen entstehen immer neue Dienste und Anwendungen: Internet der Dinge (IoT), Edge- und Fog-Computing sowie autonome Systeme erweitern die klassischen IKT-Felder und führen zu dezentralen, adaptiven Netzarchitekturen.

### Entwicklung der technischen Kapazität
- Die weltweite technische Kapazität, Informationen über (unidirektionale) Broadcast- und Rundfunk-Netzwerke zu empfangen, stieg von 432 Exabyte (optimal komprimiert) im Jahr 1986 über 715 Exabyte (1993) und 1,2 Zettabyte (2000) auf 1,9 Zettabyte im Jahr 2007. Dies entspricht einer durchschnittlichen jährlichen Wachstumsrate von etwa 6 %.
- Die globale effektive Kapazität, Informationen durch (bidirektionale) Telekommunikationsnetze auszutauschen, wuchs von 281 Petabyte (optimal komprimiert) im Jahr 1986 über 471 Petabyte (1993) und 2,2 Exabyte (2000) auf 65 Exabyte im Jahr 2007. Die durchschnittliche jährliche Wachstumsrate betrug rund 28 %.
- Die technische Kapazität der Welt, Informationen zu speichern, nahm zu von 2,6 Exabyte (optimal komprimiert) im Jahr 1986 über 15,8 Exabyte (1993) und 54,5 Exabyte (2000) auf 295 Exabyte im Jahr 2007. Dies entspricht einer durchschnittlichen jährlichen Steigerung von etwa 23 %.
- Die Rechenkapazität mit universellen Mehrzweck-Computern erhöhte sich von 3,0 × 108 MIPS im Jahr 1986 auf 6,4 × 1012 MIPS im Jahr 2007; dies entspricht einer durchschnittlichen jährlichen Wachstumsrate von etwa 60 %.
- Das rasante Wachstum dieser Kapazitäten hat den Weg bereitet für datenintensive Anwendungen wie Streaming-Media, E-Commerce und KI-basierte Dienste, die heute fundamentale Bestandteile der digitalen Volkswirtschaften bilden.[4]

## Geschichtliche Entwicklung des Begriffs
Der zusammenfassende Begriff entstand Anfang der 1980er Jahre, als begonnen wurde, die Fernsprechnetze zu digitalisieren und sowohl in den Endgeräten als auch in den lokalen und öffentlichen Übertragungsnetzen Informationstechnik eingesetzt wurde. Dienste wie Teletext, Bildschirmtext und dedizierte Datennetze wie Datex-L beziehungsweise Datex-P entstanden zu dieser Zeit. Es entwickelte sich die Vorstellung, dass die ursprünglich getrennten Industriezweige Informationstechnik (Groß- und Bürorechner) und Kommunikationstechnik (Fernsprechnetze) zusammenwachsen würden und einen neuen, integrierten Industriezweig bilden.
Ab den 1990er Jahren setzte eine rasch wachsende Diversifikation in beiden Bereichen ein, deren Ende noch nicht abzusehen ist. Die grundlegenden Techniken haben längst über diese Kernbranchen hinaus Einzug in viele weitere Wirtschafts- und Industriezweige gehalten – von der Fahrzeugtechnik bis zur Haustechnik – und führen zu einem stetig wachsenden Produkt- und Dienstleistungsangebot.
Mit der Verbreitung des Internets in den 1990er Jahren begann das Zeitalter des Web 1.0, gefolgt von interaktiven Web-2.0-Anwendungen ab Mitte der 2000er Jahre. Social Media, mobile Breitbandzugänge und App-Ökosysteme führten zu einer weiteren Beschleunigung der Konvergenz von IT und Kommunikation. Seit den 2010er Jahren prägen Cloud-Computing, Big Data und künstliche Intelligenz das IKT-Umfeld – sie ermöglichen skalierbare Plattformen und datengetriebene Geschäftsmodelle.
Seit Anfang der 2000er Jahre hat der Begriff „ICT“ durch die weite Verbreitung des Internets sowie die zentrale Rolle IP-basierter Dienste (z. B. IP-Telefonie) in Politik, Management und Industrie erneut an Bedeutung gewonnen. Aktuelle Trends umfassen die Einführung von 5G-Mobilfunknetzen, die Weiterentwicklung zu 6G-Forschungsprojekten sowie verstärkte Anforderungen an Umweltverträglichkeit und Energieeffizienz in Rechenzentren (»Green IT«).
Informations- und Kommunikationstechnik wird auch als Deckbegriff verwendet, der sämtliche Kommunikationsinstrumente und -anwendungen umfasst, inklusive Radio, Fernsehen, Mobiltelefone, Hardware und Software für Computer und Netzwerke, Satellitensysteme sowie die damit verbundenen Dienstleistungen.